# Parafia Podwyższenia Krzyża Świętego w Istebnej
Parafia pod wezwaniem Podwyższenia Krzyża Świętego – rzymskokatolicka parafia znajdująca się w Istebnej, w przysiółku Kubalonka. Należy do dekanatu Istebna diecezji bielsko-żywieckiej. Erygowana 14 września 1983. W 2005 zamieszkiwało ją ponad 500 katolików.